# 甲酸锶
甲酸锶是锶的甲酸盐，化学式 Sr(HCOO)2。

## 制备
甲酸锶可以由碳酸锶或氢氧化锶 和甲酸反应而成。
{\displaystyle \mathrm {SrCO_{3}+2\ HCOOH\ \longrightarrow \ Sr(HCOO)_{2}+H_{2}O+CO_{2}\uparrow } }
{\displaystyle \mathrm {Sr(OH)_{2}+2\ HCOOH\ \longrightarrow \ Sr(HCOO)_{2}+2\ H_{2}O} }

## 性质
甲酸锶的二水合物是正交晶系的，空间群 P212121 (No. 19)，晶格参数 a = 730 pm、b = 1199 pm 和c = 713 pm。
二水合物在 50 至150 °C 时放出结晶水。甲酸锶无水合物的晶体结构和空间群和二水合物一样。它的晶格参数为 a = 687 pm、b = 874 pm 和c = 727 pm。
甲酸锶加热分解成氧化锶。